# Factor X (coagulació)
El factor X, també conegut per l'epònim factor de Stuart-Prower, és un enzim (EC 3.4.21.6) de la cascada de la coagulació. És una endopeptidasa serina (grup proteasa S1, clan PA). El factor X se sintetitza al fetge i necessita la vitamina K per a la seva síntesi.
El factor X s'activa, per hidròlisi, en el factor Xa tant pel factor IX (amb el seu cofactor, el factor VIII en un complex conegut com a tenasa intrínseca) com pel factor VII amb el seu cofactor, el factor tissular (un complex conegut com a tenasa extrínseca). Per tant, és el primer membre de la via comuna final o via de la trombina.
Actua escindint la protrombina en dos llocs (un enllaç arg-thr i després un enllaç arg-ile), que produeix la trombina activa. Aquest procés s'optimitza quan el factor Xa s'acobla amb el cofactor V activat en el complex de protrombinasa.
El factor Xa està inactivat per l'inhibidor de la proteasa depenent de la proteïna Z (ZPI), un inhibidor de la serina proteasa (serpina). L'afinitat d'aquesta proteïna pel factor Xa augmenta 1000 vegades per la presència de la proteïna Z, mentre que no requereix proteïna Z per a la inactivació del factor XI. Els defectes de la proteïna Z condueixen a una major activitat del factor Xa i una propensió a la trombosi.
La vida mitjana del factor X és de 40 a 45 hores.